# Iniciativa d'Esquerres
Iniciativa d'Esquerres fou un partit polític d'àmbit balear. Va sorgir el juny de 2010 com una escissió d'Esquerra Unida de les Illes Balears (EUIB). El coordinador general d'Iniciativa d'Esquerres, David Abril, abans era el coordinador general d'EUIB.

## Origen
El novembre de 2009 membres d'EUIB van crear un corrent intern a EUIB anomenada Esquerra XXI. Els membres d'Esquerra XXI apostaren per crear una nova força política d'esquerres i ecologista a les Illes Balears i funcionant de manera autònoma de Izquierda Unida. Esquerra XXI entenia la reedició de la coalició Bloc per Mallorca com un projecte de futur per aturar la tornada al poder del PP.
El juny de 2010, la lluita interna entre els que volien refer el Bloc i els que no, va fer que Esquerra XXI, juntament amb molts d'independents que provenien del Procés Constituent com a part de l'anomenada 3a llista sortís d'EUIB i creés Iniciativa d'Esquerres. L'acte oficial de creació va ser el 5 de juny de 2010, i hi van assistir membres d'ICV i de IdPV. Juntament amb Iniciativa per Catalunya Verds i Iniciativa del Poble Valencià, formen les tres iniciatives del Països Catalans.

## Aliances
Iniciativa d'Esquerres és un dels membres d'Espai plural. De fet, Iniciativa d'Esquerres es va fundar només dues setmanes abans de la presentació d'Espai plural.
L'any 2010 el partit es fusionà amb Els Verds de Mallorca per crear IniciativaVerds.